# Queen Anne's Mansions

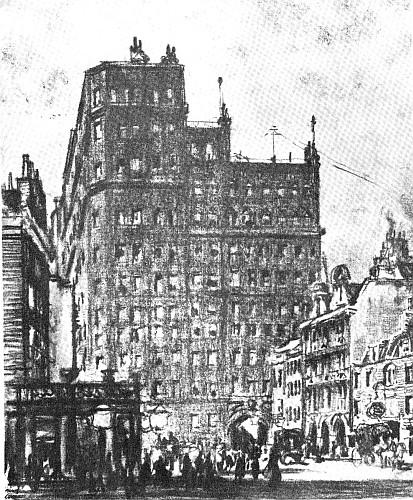
Le Queen Anne's Mansions 1905

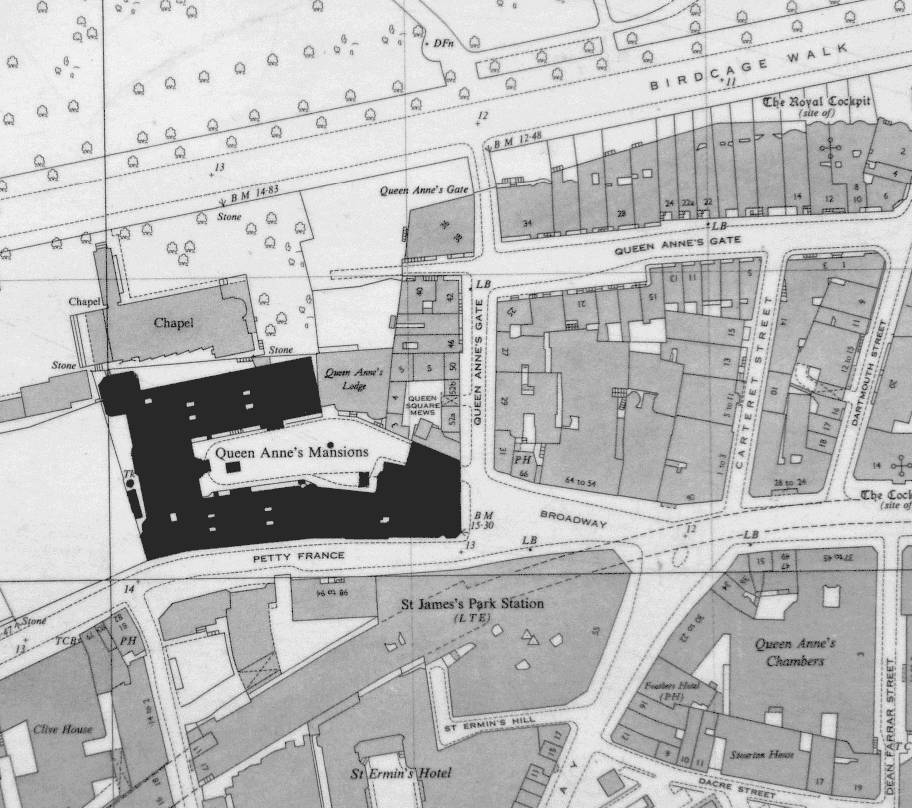
Terrain du Queen Anne's Mansions (en surbrillance) à partir de la carte OS de 1896

Le Queen Anne's Mansions est un immeuble d'appartements situé à Petty France dans le quartier de Westminster à Londres au Royaume-Uni. En 1873, Henry Alers Hankey acquiert un site entre St James's Park et la station de métro St James's Park, où il entreprend de construire le premier étage d'un bloc résidentiel. Avec douze étages, puis quatorze, il devient le bâtiment résidentiel le plus haut de Grande-Bretagne. Ces hauteurs provoquent des objections, dont celles de la reine Victoria. Cependant, il faut attendre le London Building Act de 1894 pour fixer une hauteur limite qui force le bâtiment à entreprendre de nouveaux travaux. Pendant la Seconde Guerre mondiale, le bâtiment est réquisitionné comme siège du gouvernement, accueillant notamment le département médical de la Royal Navy et le Women's Royal Naval Service. En 1947, il devient le bâtiment du quartier général de l'Amirauté, mais est finalement démoli en 1973 pour être remplacé par le 102 Petty France.
La Court Circular (en) de janvier 1897 le décrit comme « une pile prodigieuse qui, pour sa solidité, son confort et sa commodité générale, défie tous les rivaux, bien que vingt ans se soient écoulés et que les imitations aient été légion ».

## Histoire
En 1873, Henry Alers Hankey acquiert un site entre St James's Park et la station de métro St James's Park. Agissant comme son propre architecte et employant sa propre main-d'œuvre, il entreprend d'ériger le premier étage du bloc. Avec douze étages, puis quatorze, c'était le bâtiment résidentiel le plus haut de Grande-Bretagne.
Hankey agrandit encore les appartements en 1874 et 1877 vers le sud et l'ouest. Il y avait des objections à la hauteur des appartements, notamment de la part de la reine Victoria qui ne pouvait plus voir le Parlement depuis le palais de Buckingham, mais la législation en vigueur n'interdisait pas explicitement la construction de plus de 30m de hauteur, et les autorités ne pouvaient donc pas arrêter Hankey. Cependant, le London Building Act est adopté en 1894 et sa limite de hauteur de 80 pieds (24,18m) est la conséquence directe des constructions d'Henry Alers Hankey.

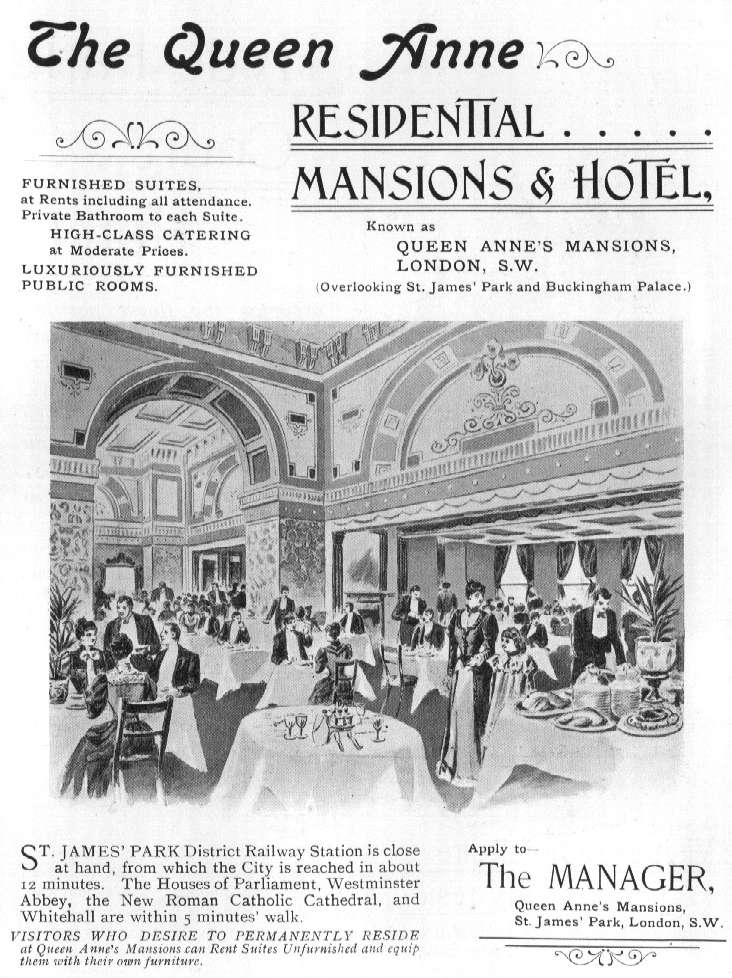
Publicité pour l'hôtel et les demeures, 1901

Ce sont peut-être des complications juridiques qui l'ont amené, pour le reste des travaux, à employer un architecte, ER Robson. Robson élargit les demeures autour de la cour centrale, laissant Queen Anne's Lodge comme seul survivant des propriétés résidentielles qui se trouvaient autrefois sur le site.
Pendant la Seconde Guerre mondiale, l'ensemble du bâtiment fut réquisitionné comme siège du gouvernement et il fut décidé d'y construire un abri. Une longue salle du bloc ouest, à l'origine un théâtre, avait des piliers de soutien construits à partir des fondations, et une solide dalle en béton armé a été posée pour couvrir la tête.
Le Queen Anne's Mansions abritait le département médical de la Royal Navy (Amirauté)  et le Women's Royal Naval Service pendant la Seconde Guerre mondiale.
En 1947, le ministère des Travaux publics conserve le bâtiment pour un bail de 21 ans. Il est utilisé comme bâtiment du quartier général de l'Amirauté, abritant les départements du Second Sea Lord ou du personnel naval.
Le Queen Anne's Mansions est démoli en 1973, puis remplacé par 102 Petty France.

## Installations
Une unité d'hébergement typique était un salon, une chambre et une salle de bain. Dans les blocs d’angle se trouvaient des suites plus spacieuses. Malgré les préjugés contre l'immeuble, aucune difficulté n'a été rencontrée pour louer les appartements à des loyers élevés à des locataires de la « plus haute respectabilité ». Un étage contenant six pièces, sans aucun terrain, coûtait 300 £ par an, et deux chambres 60 £ par an. La principale nouveauté du bâtiment était l'installation d'ascenseurs hydrauliques pour les visiteurs, alors sans précédent dans les immeubles domestiques de Londres. La lutte contre les incendies était également assurée par 98 bouches d'incendie.

## Résidents célèbres
- Edward Elgar (compositeur) : « Elgar a pris un appartement à Londres dans les Queen Anne's Mansions afin de pouvoir se concentrer sur le concerto » [8]
- Augusta, Lady Gregory (dramaturge et folkloriste irlandaise) : "AG avait abandonné ses chambres dans les Queen Anne's Mansions avant de partir pour l'Italie le 17 mars,"... "elle a loué de nouvelles chambres dans les Queen's Anne's Mansions au début de 1902" [9]
- Harry Johnston (explorateur britannique) : « Arrivé à Londres vers la fin juin 1888, je m'installai aux Queen Anne's Mansions, dans un petit mais confortable appartement au sixième étage » [10]
- Eliza Lynn Linton (romanciere, essayiste et journaliste britannique) [11]
- Frederic Hervey Foster Quin (médecin qui a été le premier à établir l'homéopathie en Grande-Bretagne ) : « Quin est mort d'une bronchite aux Garden Mansions, Queen Anne's Gate, Westminster, le 24 novembre 1878 » [12]
- Sir John Fowler (ingénieur civil) qui avait des logements sur le site avant la construction des demeures. "Sir John Fowler a conservé dans les bâtiments reconstruits un bureau qui est encore connu sous le nom de 2, Queen Square Place. Il n'y a pas de numéro un, ni aucune autre maison dans la 'Place'". L'insistance de Fowler à conserver son ancienne adresse a dérouté bon nombre de ses clients, qui se retrouvaient régulièrement dans d'autres quartiers de Londres. Son partenaire de travail, Benjamin Baker, a tenté en vain de lui faire accepter le changement d'adresse, mais Fowler "a demandé à son partenaire de céder à la faiblesse d'un vieil homme"[13].
- Katherine Routledge, archéologue et anthropologue.